# Зукан Хелез
Зукан Хелез (Купрес, 1. јануар 1964) босанскохерцеговачки је политичар и бивши припадник Армије Републике Босне и Херцеговине током рата у Босни и Херцеговини. Од јануара 2023. обавља функцију министра одбране.

## Биографија
Рођен је 1. јануара 1964. у Купресу где је завршио основно образовање. Између 1979. и 1983. похађао је средњу школу у Бугојну, а потом Природно-математички факултет Универзитета у Сарајеву на ком је дипломирао 1988. Након тога радио је као професор у Скендер-Вакуфу. У мају 1992, на почетку рата у Босни и Херцеговини, постао је припадник Армије Републике Босне и Херцеговине.
Након што је крајем рата демобилисан, почео је да ради као професор у средњим школама у Доњем Вакуфу и Бугојну. У Италији, Немачкој и Француској учествовао је на међународним семинарима у оквиру пројекта реформе средњег образовања у Босни и Херцеговини.
Дана 25. јануара 2023. године, након формирања новог Савета министара којим је председавала Борјана Кришто, Хелез је именован за министра одбране и уједно за потпредседавајућег Већа министара у Влади Криштове. Хелез је 23. новембра 2023. тврдио да су у Републици Српској, откривени паравојни кампови које подржава Русија. Његова изјава наишла је на реакције српских политичара, који су рекли да Хелез „нема доказа” и да „шири лажи које имају за циљ да изазову немир и страх.” Обавештајно-безбедносна агенција је 25. новембра обавестила Веће министара да нема информација о постојању било каквих војних кампова или паравојних формација у земљи. Након својих тврдњи, Хелез је дао исказ сведока Тужилаштву БиХ.
Ожењен је и има троје деце. Поред матерњег бошњачког језика, течно говори енглески и руски језик.